# Modified Atmosphere Packaging

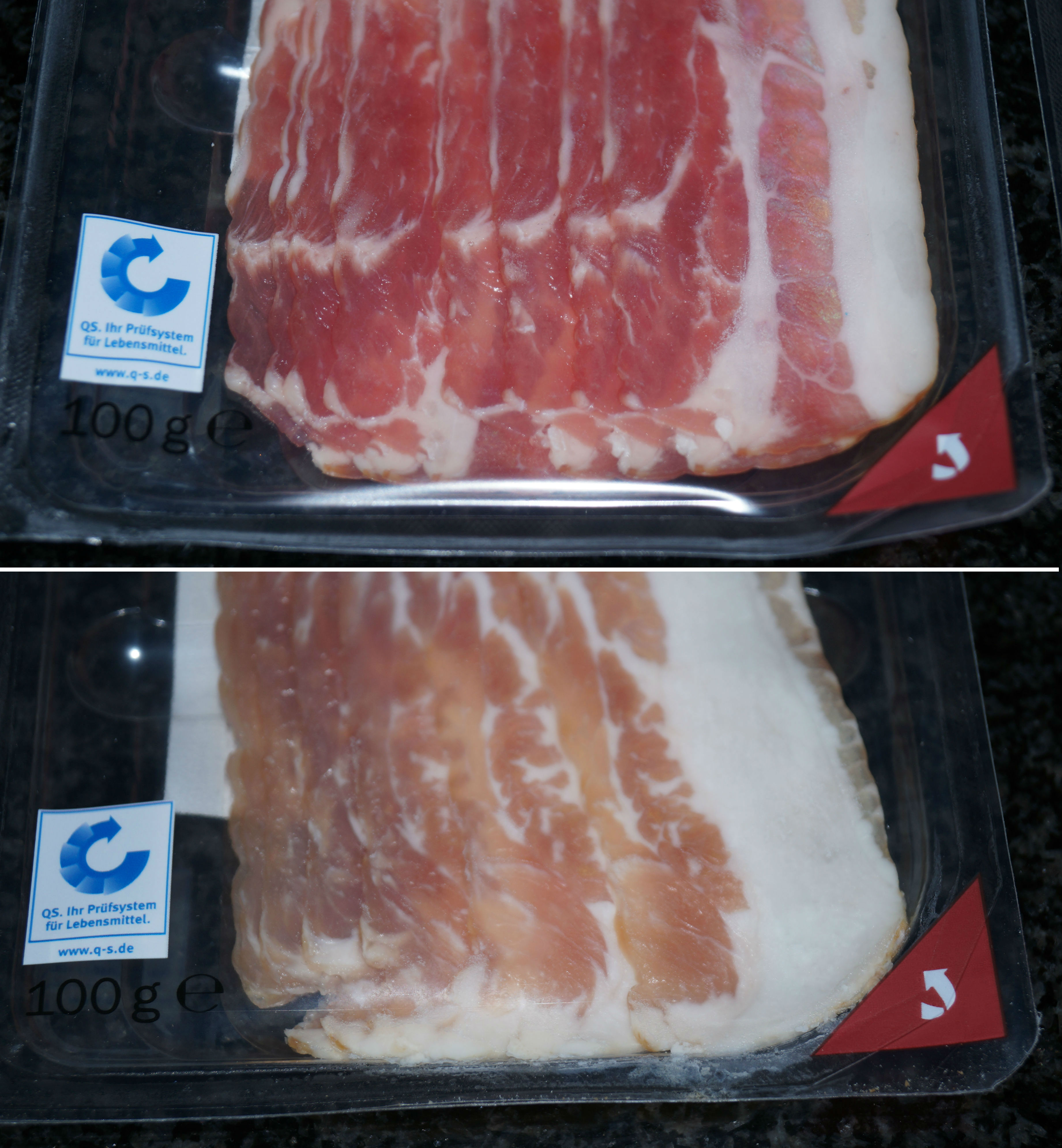
Lebensmittelverpackung mit intakter Verpackung (oben) und mit fehlerhafter Siegelnaht (unten), durch die Luft in die Verpackung geströmt ist, was zur Verfärbung des Frühstückspecks geführt hat

Modified Atmosphere Packaging (englisch „Verpacken mit modifizierter Atmosphäre“, kurz MAP), Verpacken unter Schutzatmosphäre oder Schutzgasverpacken bedeutet die gezielte Veränderung der Gaszusammensetzung einer meist gasdichten Verpackung während des Schließprozesses. Eine wesentliche Ursache des Verderbs von Lebensmitteln in ungeöffneten Verpackungen ist der Sauerstoff, welcher beim Abpackprozess in der Verpackung bleibt. Durch die Einleitung von reaktionsträgen oder inerten Gasen, den Schutzgasen, während des Verpackens wird der Sauerstoff zu großen Anteilen aus der Packung verdrängt, wodurch sich die Haltbarkeit des Lebensmittels in der ungeöffneten Verpackung auf ein Vielfaches erhöhen kann. Eine Alternative zum Modified Atmosphere Packaging sind Vakuumverpackungen, die ebenfalls die Menge an Sauerstoff in der Umgebung des Produkts reduzieren.

## Packgase
Je nach Art des Packgutes werden als Packgase häufig Stickstoff und Kohlenstoffdioxid verwendet. Die Zusammensetzung des Packgases (Mischungsverhältnis der Gase) ist an das zu verpackende Produkt und seine spezifische Empfindlichkeit anzupassen. Zudem ist meist eine Kombination mit kühler Lagerung zu empfehlen. Die Gase werden bei der Verpackung entweder aus reinen, „lebensmittelgerechten Gasen“ frisch gemischt oder als vorgefertigte Gasgemische angeliefert.

## Verpackungsmaterialien
Voraussetzung für die Schutzgasverpackung sind eine gute Ausgangsqualität von Produkt und Rohstoffen, eine geeignete und kontrollierte Temperatur und gute Hygienebedingungen (z. B. HACCP). Eine sehr wichtige Aufgabe übernimmt beim Modified Atmosphere Packaging die Verpackung. Je nach Produkt sind Verbundfolien aus mehreren Schichten aufgebaut, die verschiedene Eigenschaften erfüllen:
- Gasdichtheit:  Damit weder die Schutzatmosphäre entweicht, noch Sauerstoff in die Verpackung eindringt, müssen die Folie und die Schweißnähte eine hohe Barrierefunktion für Gase besitzen. Dieses wird durch Schichten z. B. aus Polyester (PET), Polyamid (PA), Ethylenvinylalkohol (EVOH), Acrylnitril (PAN), Polyvinylidenchlorid (PVdC), Polyvinylchlorid (PVC) oder Aluminium (Al) möglich.[3] Ausnahmen von der Gasdichtheit gelten für Verpackungen von frischem Obst und Gemüse, da diese Produkte nach der Ernte weiteratmen, wodurch sich die Konzentration von Sauerstoff in der Verpackung stetig reduzieren würde. Die Folie für Obst und Gemüse muss eine, auf die Produktmenge abgestimmt Permeabilität (Mikroperforation) besitzen, damit die Sauerstoffkonzentration in der Verpackung zwischen 3 und 10 % verbleibt. Man spricht dann von einer gleichgewichtigen Schutzatmosphäre (Equilibrium Modified Atmosphere = EMA).[4]
- Siegelfähigkeit: Andere Schichten der Verbundfolie sind dafür maßgeblich, dass sich die Verbundfolie verschweißen oder verkleben lässt und eine dauerhafte Dichtheit entlang der Siegelnaht gewährleistet ist. Hierzu wird die zum Produkt weisende Schicht der Verbundfolie meist aus Polyethylen (LDPE oder HDPE) hergestellt. Manche Verpackungen (z. B. für Käse- oder Wurstaufschnitt) enthalten zusätzlich die Funktion wiederverschließbar zu sein.[3]
- Transparenz und Antibeschlageigenschaften: Damit der Kunde das Produkt direkt betrachten kann, werden vollständig transparente Folien eingesetzt. Antibeschlageigenschaften an der Innenseite des Materials verhindern die Bildung von Wassertropfen, welche die Durchsichtigkeit verringern würden. Dieses ist insbesondere dann notwendig, wenn das verpackte Produkt Feuchtigkeit abgibt.[3] Manche Produkte müssen hingegen vor Licht geschützt werden oder sollen von außen nicht direkt sichtbar sein. Hierzu eignen sich Zwischenschichten aus Aluminium.
- Feuchtigkeitsbarriere: Feuchtigkeitsverlust führt zu Gewichtsverlust und Dehydrierung des Lebensmittels. Zur Reduzierung der Wasserdampfdurchlässigkeit der Verpackung befindet sich in der Verbundfolie typischerweise eine Schicht aus Polyethylen (HDPE), Polypropylen (PP) oder Polyvinylidenchlorid (PVdC).[3]
- Mechanischer Schutz und Stapelfähigkeit: Eine Verpackung bietet zusätzlich einen mechanischen Schutz bzw. sorgt für die notwendige Stabilität während des Transports und Verkaufs. Dabei kommen sowohl dünnere Folien als Abdeckung oder dickere Folien als thermogeformte oder geschäumte Schalen zum Einsatz. Schalen erlauben auch eine Stapelbarkeit des Produkts. Bei der Verpackung von Kartoffelchips sorgt die Folie der Schlauchverpackung zusammen mit dem eingeschlossenen Schutzgas für eine Polsterung, damit der empfindliche Inhalt nicht zerbricht. Die Folie soll einerseits stabil sein, andererseits aber auch ein Öffnen der Verpackung ohne Werkzeug (Messer oder Schere) ermöglichen.
- Mikrowelleneignung: Für Fertigprodukte wird es zunehmend wichtiger, dass die Verpackung für die Erwärmung der Speise im Mikrowellenherd geeignet ist. So kann die Verpackung gleichzeitig zum Servieren oder als Teller genutzt werden. Ein Überdruckventil lässt bei einigen Verpackungen den beim Erwärmen entstehenden Wasserdampf entweichen.
- Preis und Recyclingfähigkeit: Neben einem optimalen Schutz des Produktes sind auch andere Aspekte, wie Attraktivität und Preis wichtig. Auch die Recyclingfähigkeit wird immer bedeutender.

### Aktive und intelligente Verpackungen
Eine neuere Entwicklung sind aktive Verpackungen, die Stoffe absorbieren oder freisetzen können. Durch Sauerstoffabsorption auf der Innenseite der Verpackung kann der Restsauerstoff weiter reduziert und dadurch die Haltbarkeit erhöht werden. Die gezielte Absorption oder Freisetzung des Reifegases Ethen kann den Reifeprozess des Produkts steuern. Durch eine antimikrobielle Wirkung der Verpackung kann das Wachstum von Keimen gehemmt werden. Neben diesen zum Teil nützlichen Eigenschaften gibt es auch Ansätze der Aromaregulation, wodurch Fremdaromen unterdrückt werden. Hierbei besteht jedoch die Gefahr, dass auch Geruchsstoffe gebunden werden, die den Verbraucher unter Umständen vor dem Verderb des Lebensmittels warnen sollen. Die Bestandteile aktiver Verpackungen sind nicht kennzeichnungspflichtig, so dass für den Verbraucher unklar ist, welche dieser Techniken zum Einsatz kommen.
Bei stark ausgasenden Produkten wie gerösteten Kaffeebohnen, frischem Sauerkraut oder frischen Teigprodukten werden Verpackungen mit Einweg-Überdruckventil (Aromaschutzventil) ausgestattet. Es lässt Gase aus der Packung entweichen und vermeidet daher ein Aufblähen der Verpackung. Der Öffnungsdruck des Ventils liegt typischerweise im Bereich von wenigen Millibar. Gleichzeitig verhindert das Ventil das Eindringen von Sauerstoff, der den Geschmack oder die Haltbarkeit reduzieren könnte.
Intelligente Verpackungen zeigen den Zustand der Ware an. Frische-Indikatoren visualisieren dem Händler oder Kunden über einen Farbumschlag Veränderungen der chemischen Zusammensetzung des Gases innerhalb der Verpackung. So können Undichtigkeiten der Verpackung über Sauerstoffindikatoren signalisiert werden. Andere Indikatoren zeigen die Bildung von chemischen Verbindungen wie Schwefeldioxid an, die beim Lebensmittelverderb entstehen. In einigen Ländern wie den USA, Schweden oder Frankreich sind derartige Indikatoren bereits im Einsatz. Andere Systeme detektieren Bestandteile von Fruchtaromen und geben so Hinweise zum Reifegrad von Obst. Man findet sie zum Teil in den USA und Neuseeland.
Andere intelligente Verpackungen nutzen Zeit-Temperatur-Indikatoren (TTI), um aufzuzeigen, ob die Kühlkette unterbrochen wurde. Diese indirekten Systeme messen die über die Zeit aufgenommene Wärmedosis, die häufig für vorzeitigen Verderb verantwortlich ist. Da der Indikator jedoch nur die Wärmemenge registriert, nicht aber den Zeitpunkt einer Temperaturüberschreitung, können die Auswirkungen auf das Lebensmittel unterschiedlich sein. Lichteinstrahlung oder Feuchtigkeit können außerdem den Frischeverlust beschleunigen – Faktoren, die von den Indikatoren nicht erfasst werden. In den USA sind TTI-Etiketten für Verpackungen von Fisch und Meeresfrüchten verpflichtend.

## Verpackungsmaschinen
Insgesamt gibt es verschiedene Hauptgruppen von Verpackungsmaschinen, die für die MAP-Technologie eingesetzt werden. Das Grundprinzip ist jedoch überall ähnlich. Zunächst wird ein Behälter geformt oder ein fertiger Behälter genutzt, der anschließend mit dem Produkt gefüllt wird. Danach erfolgt ein Austausch der Umgebungsluft durch die Schutzatmosphäre. Der Gasaustausch erfolgt entweder durch Gasspülen oder durch Vakuumabsaugung mit anschließender Rückbegasung mit dem Schutzgas. Das Spülen mit Schutzgas ist ein kontinuierliches Verfahren, wodurch relativ hohe Verpackungsgeschwindigkeiten erreicht werden. Die Vakuumabsaugung dauert zwar länger, allerdings ist der Gasaustausch in Bezug auf den Restsauerstoffgehalt effizienter. Als letztes wird die Verpackung versiegelt.

### Vertikale Schlauchbeutelmaschine
Die vertikale Schlauchbeutelmaschine (auch vertikale Absackmaschine genannt) dient dem Abfüllen von schüttfähigen bzw. flüssigen Produkten wie z. B. Kaffeebohnen, Erdnüsse, Kartoffelchips, Senf oder Ketchup. Die flache Folie wird von einer Rolle abgerollt und über eine Formschulter zu einem Schlauch geformt. Der Schlauch wird durch die Längssiegeleinrichtung längs und durch die Quersiegeleinrichtung unten verschlossen. Nach dem Abwiegen fällt das Produkt über ein Füllrohr in den oben offenen Schlauch, während gleichzeitig das Schutzgas zugeführt wird. Nach dem Füllen wird der Schlauch am Kopf durch eine doppelte Siegelnaht verschlossen. Anschließend wird der Schlauch zwischen den beiden Siegelnähten durchtrennt, so dass in der Maschine ein neuer, bereits unten verschlossener Schlauch zurückbleibt. Die Quersiegeleinrichtung wird zur Steigerung der Geschwindigkeit mit dem Schlauch mitbewegt.

### Horizontale Schlauchbeutelmaschine
Die horizontale Schlauchbeutelmaschine (auch horizontale Absackanlage genannt) eignet sich zum Verpacken von Stückgütern wie Brot, Backwaren, Stückkäse oder grüne Salate. Das Packgut wird auf die horizontal angeordnete Folie gelegt, der Schlauch um das Packgut geformt und entweder oberhalb oder unterhalb vom Produkt in Laufrichtung der Folie verschweißt. Ein flaches Begasungsrohr reicht im Schlauch bis kurz vor die Quersiegelzone, so dass die Schutzatmosphäre im Gegenstrom zum einlaufenden Packgut aus dem Schlauch gespült wird. So lassen sich Restanteile an Sauerstoff von 0,5 bis 1 % realisieren. Nur bei sehr porösem Gut muss vor der Verpackung, zum Beispiel durch Vorevakuierung und Begasung, die Luft in den Poren ausgetauscht werden. Im Bereich der Quersiegelzone wird der Schlauch auf beiden Enden versiegelt und in einzelne Beutel geschnitten. Genau wie bei der vertikalen Schlauchbeutelmaschine reicht nur eine Folienrolle für die Verpackung aus.

### Tiefziehmaschine
Bei dieser Verpackungsmaschine kommen zwei verschiedene Arten von Folien zum Einsatz. Die untere Folie ist deutlich stabiler ausgeführt und wird durch Einsatz von Wärme in einer Formstation zu einer Schale geformt. In diese Schale wird das Produkt gelegt und anschließend alles zusammen evakuiert. Das Schutzgas wird eingeleitet und die befüllte Verpackung durch Aufschweißen einer Oberfolie versiegelt. Typische Anwendungsgebiete sind die Verpackung von Fleisch, Fisch, Käseaufschnitt oder Fertiggerichte.

### Schalenversiegelungsmaschinen
Schalenversiegelungsmaschinen arbeiten ähnlich wie Tiefziehmaschinen, nur dass die Formstation zum Tiefziehen der Schalen entfällt. Die Schalen sind meist deutlich stabiler und werden direkt in die Maschine gegeben. Typische Anwendungsbereiche sind die Verpackung von Fleischsalat oder Krautsalat. Häufig wird über die Oberfolie noch ein Deckel gestülpt.

## Gas- und Dichtigkeitsanalyse

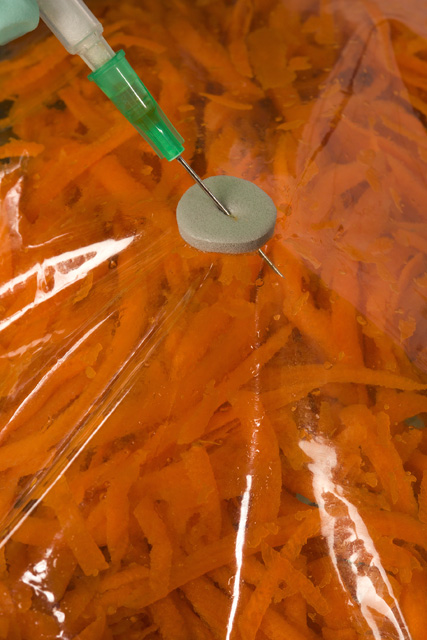
Test der Zusammensetzung der Atmosphäre bei verpackten Karotten

Neben sehr guten Hygienebedingungen stellt das Modified Atmosphere Packaging hohe Anforderungen an die Gaszusammensetzung und die Dichtheit der Verpackung. Die meisten Verpackungsmaschinen enthalten daher Detektoren zur Inline-Gasanalyse, welche die Gaszusammensetzung während der Verpackung laufend kontrolliert. Zur Verbesserung der Messgenauigkeit werden zur Qualitätskontrolle zusätzlich stichprobenartig Gasmessungen im Labor durchgeführt, wobei das Gas über eine Nadel aus der Verpackung entnommen wird.
Undichtigkeiten entstehen durch Fehler in der Folie oder der Siegelnaht. Für einen Gasaustausch reichen bereits Poren mit einer Größe von einem Mikrometer. Eine der häufigsten Probleme stellen Produkteinschlüsse in der Siegelnaht dar, die das Verschweißen der Verpackung verhindern. Die Dichtigkeitsanalyse erfolgt in einer Kammer mit Unterdruck. Gassensoren können bereits geringe Mengen des ausströmenden Prüfgases und somit auch kleinste Lecks schnell und sicher detektieren. Als Prüfgas wird meist das in der Verpackung bereits enthaltene Kohlendioxid verwendet. Die Dichtheitsprüfung erfolgt zerstörungsfrei innerhalb weniger Sekunden und ist daher häufig als 100-%-Kontrolle in den Verpackungsprozess integriert. Diese Methode erlaubt allerdings keine Lokalisierung der undichten Stelle.
Eine andere Methode der Dichtheitsprüfung ist das Wasserbad. Die Packung wird in eine mit Wasser gefüllte Kammer gegeben und untergetaucht. An undichten Stellen entweichen Gasblasen und markieren das Leck. Gegebenenfalls kann der Effekt durch Anlegen eines Vakuums an der Kammer verstärkt werden. Diese Methode erfordert Erfahrung des Prüfers und ist nicht so empfindlich auf Mikrolecks. Das Produkt kann nach der Prüfung nicht mehr in den Verkauf gegeben werden.